# 신천역 (대구)
신천(경북대입구)역(Sincheon(Kyungpookdae Entrance)Station, 新川(慶北大入口)驛)은 대한민국 대구광역시 동구 동부로 신천네거리에 있는 대구 도시철도 1호선의 전철역이다. 신천 하저터널로 칠성시장역과 연결된다.

## 특징
부역명은 경북대입구이다. 신천교 하저터널을 통해 칠성시장역과 연결된다. 신천네거리에 역이 있고 출구는 8개가 설치되어 있으며, 신천교 하저터널로 인해 지하 3층 구조로 역이 깊은 편이다. 이 역의 8번 출구 인근에 경북대학교가 있으며 안내방송에서도 이에 대해 언급한다. 4번 출구에 에스컬레이터가 설치되어 있다.

## 역명의 유래
신천의 가장자리에 있다고 하여 신천동이라고 하였다.

## 경북대학교와의 거리
대구교통공사 여객운송규정 시행내규로 정한 병기역명인 "경북대입구"가 병기되어 있으나, 실제로는 경북대학교 정문에서 1.4 km 떨어져 있어 접근성이 매우 떨어진다. 8번 출구 앞에는 오전 등교 시간에만 한정 운행하는 경북대학교 전용 셔틀버스 승강장이 있다. 실제로 신천역에서 아침 시간대에 등교 셔틀버스를 기다리기 위해 경북대학교 학생들이 줄을 서서 기다리는 모습이 많이 보이기는 하나 대구역이나 칠성시장역에서 하차하여 시내버스로 환승하는 방법이 있고, 2호선 대구은행역 및 3호선 북구청역에서도 경북대학교 셔틀버스가 운행하기 때문에 대학생 승객들이 신천역으로 모두 집중되지 못한다.
게다가 신천역에서는 시내버스 정류장과의 거리가 다소 있어서, 경북대학교 셔틀버스 외에는 시내버스 환승이 불편하다. 시내버스와 직접 연계되는 곳은 송라시장 인근에 있는 2번(시내 방향)과 3번(동대구역 방향) 출구, 신천네거리 신암지하도 방향에 있는 5번 출구밖에 없고, 나머지 출구들은 시내버스 정류장과 상당히 멀리 떨어져 있어서 이용률이 높지 못하다.

## 역 구조
2면 2선의 상대식 승강장이 있는 지하 역이며, 승강장 벽면 색상은 연두색이다. 승강장에는 스크린도어가 설치되어 있다.

### 승강장
| 칠성시장 ↑ |
| \| 상      |
| ↓ 동대구역 |

| 상행 | ● 대구 도시철도 1호선 | 반월당 · 중앙로 · 설화명곡 방면      |
| 하행 | ● 대구 도시철도 1호선 | 동대구역 · 반야월 · 안심 · 하양 방면 |

- 이 역은 반대방향으로 횡단이 불가능한 역이다.

## 역사
- 1998년 5월 2일: 대구 도시철도 1호선 완전 개통과 동시에 영업 개시
- 2003년 2월 18일: 중앙로역 화재 사고로 8개월 동안 영업 중단
- 2003년 10월 21일: 중앙로역 무정차 통과 방식으로 참사 8개월 만에 운행 재개
- 2007년 7월 2일: 경북대입구 부역명 추가
- 2016년 7월 27일: 스크린도어 설치

## 역 주변
| 나가는 곳 | 방면                                                                                  |
| --------- | ------------------------------------------------------------------------------------- |
| 1         | 대구동신초등학교 대구공업고등학교                                                     |
| 2         | 송라시장 신천주공아파트1단지 송라아파트 농협 농협중앙회신천역지점 새마을금고 신천지점 |
| 3         | 신천교 신천1·2동행정복지센터 신천주공2·3단지 IM뱅크 신천역점                          |
| 4         | 동보한방병원 현대맨션                                                                 |
| 5         | 신천3동치안센터 대구신천초등학교 IM뱅크 신천동지점 화성파크드림                       |
| 6         | 신천3동행정복지센터 역전시장 대구광역시의 시외버스 대구신문 신천청아람                |
| 7         | 삼환나우빌아파트 새마을금고 동대구지점 영희유치원                                     |
| 8         | 경북대학교 건영캐스빌                                                                 |

## 승차량 변동
2003년에는 중앙로역 화재 사고로 10월 20일까지 영업이 중단되었다. 그다지 많지 않은 이용률과 달리 2016년에 스크린도어가 우선 설치되었다.
| 노선  | 노선 | 일평균 인원수 (명/일) | 일평균 인원수 (명/일) | 일평균 인원수 (명/일) | 일평균 인원수 (명/일) | 일평균 인원수 (명/일) | 일평균 인원수 (명/일) | 일평균 인원수 (명/일) | 일평균 인원수 (명/일) | 일평균 인원수 (명/일) | 일평균 인원수 (명/일) | 각주  |
| 노선  | 노선 | 1990년                | 1991년                | 1992년                | 1993년                | 1994년                | 1995년                | 1996년                | 1997년                | 1998년                | 1999년                | 각주  |
| ----- | ---- | --------------------- | --------------------- | --------------------- | --------------------- | --------------------- | --------------------- | --------------------- | --------------------- | --------------------- | --------------------- | ----- |
| 1호선 | 승차 | 미개통                | 미개통                | 미개통                | 미개통                | 미개통                | 미개통                | 미개통                | 미개통                | 3,350                 | 4,882                 | [ 2 ] |
| 1호선 | 하차 | 미개통                | 미개통                | 미개통                | 미개통                | 미개통                | 미개통                | 미개통                | 미개통                |                       |                       | [ 2 ] |
| 노선  | 노선 | 일평균 인원수 (명/일) | 일평균 인원수 (명/일) | 일평균 인원수 (명/일) | 일평균 인원수 (명/일) | 일평균 인원수 (명/일) | 일평균 인원수 (명/일) | 일평균 인원수 (명/일) | 일평균 인원수 (명/일) | 일평균 인원수 (명/일) | 일평균 인원수 (명/일) | 각주  |
| 노선  | 노선 | 2000년                | 2001년                | 2002년                | 2003년                | 2004년                | 2005년                | 2006년                | 2007년                | 2008년                | 2009년                | 각주  |
| 1호선 | 승차 | 미공개                | 4,659                 | 4,852                 | 1,245                 | 4,067                 | 4,174                 | 5,020                 | 4,496                 | 4,410                 | 4,263                 | [ 2 ] |
| 1호선 | 하차 |                       |                       |                       |                       |                       |                       |                       | 4,345                 | 4,353                 | 4,964                 | [ 2 ] |
| 노선  | 노선 | 일평균 인원수 (명/일) | 일평균 인원수 (명/일) | 일평균 인원수 (명/일) | 일평균 인원수 (명/일) | 일평균 인원수 (명/일) | 일평균 인원수 (명/일) | 일평균 인원수 (명/일) | 일평균 인원수 (명/일) | 일평균 인원수 (명/일) | 일평균 인원수 (명/일) | 각주  |
| 노선  | 노선 | 2010년                | 2011년                | 2012년                | 2013년                | 2014년                | 2015년                | 2016년                | 2017년                | 2018년                | 2019년                | 각주  |
| 1호선 | 승차 | 4,383                 | 4,913                 | 5,053                 | 5,030                 | 4,917                 | 4,869                 | 4,966                 | 4,789                 | 4,924                 | 5,328                 | [ 2 ] |
| 1호선 | 하차 | 4,423                 | 4,976                 | 5,165                 | 5,096                 | 4,943                 | 4,929                 | 5,025                 | 4,900                 | 4,896                 | 5,265                 | [ 2 ] |
| 노선  | 노선 | 일평균 인원수 (명/일) | 일평균 인원수 (명/일) | 일평균 인원수 (명/일) | 일평균 인원수 (명/일) | 일평균 인원수 (명/일) | 일평균 인원수 (명/일) | 일평균 인원수 (명/일) | 일평균 인원수 (명/일) | 일평균 인원수 (명/일) | 일평균 인원수 (명/일) | 각주  |
| 노선  | 노선 | 2020년                | 2021년                | 2022년                | 2023년                | 2024년                | 2025년                | 2026년                | 2027년                | 2028년                | 2029년                | 각주  |
| 1호선 | 승차 |                       |                       |                       |                       |                       |                       |                       |                       |                       |                       | [ 2 ] |
| 1호선 | 하차 |                       |                       |                       |                       |                       |                       |                       |                       |                       |                       | [ 2 ] |

## 연계교통

### 시내버스
- 신천역(2번출구) : 101, 425, 651, 북구3
- 신천역(3번출구) : 425, 651, 북구3
- 신천역(4번출구) : 410
- 신천역(5번출구) : 410-1

## 인접한 역
| 대구 도시철도 1호선        | 대구 도시철도 1호선   | 대구 도시철도 1호선    |
| -------------------------- | --------------------- | ---------------------- |
| 133 칠성시장 설화명곡 방면 | ● 대구 도시철도 1호선 | 135 동대구역 하양 방면 |

## 사진

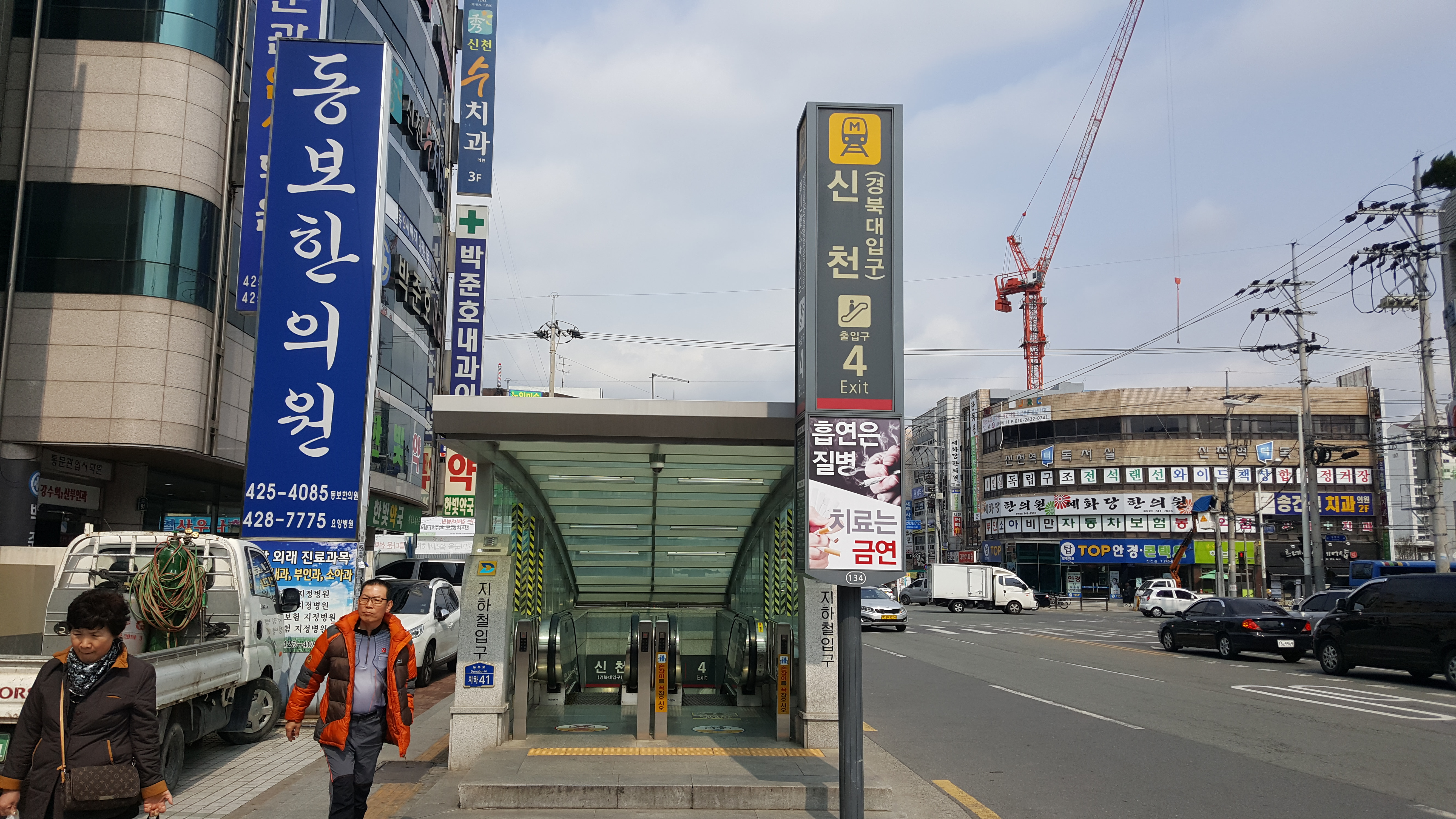
2016년 3월 신천역 4번 출구
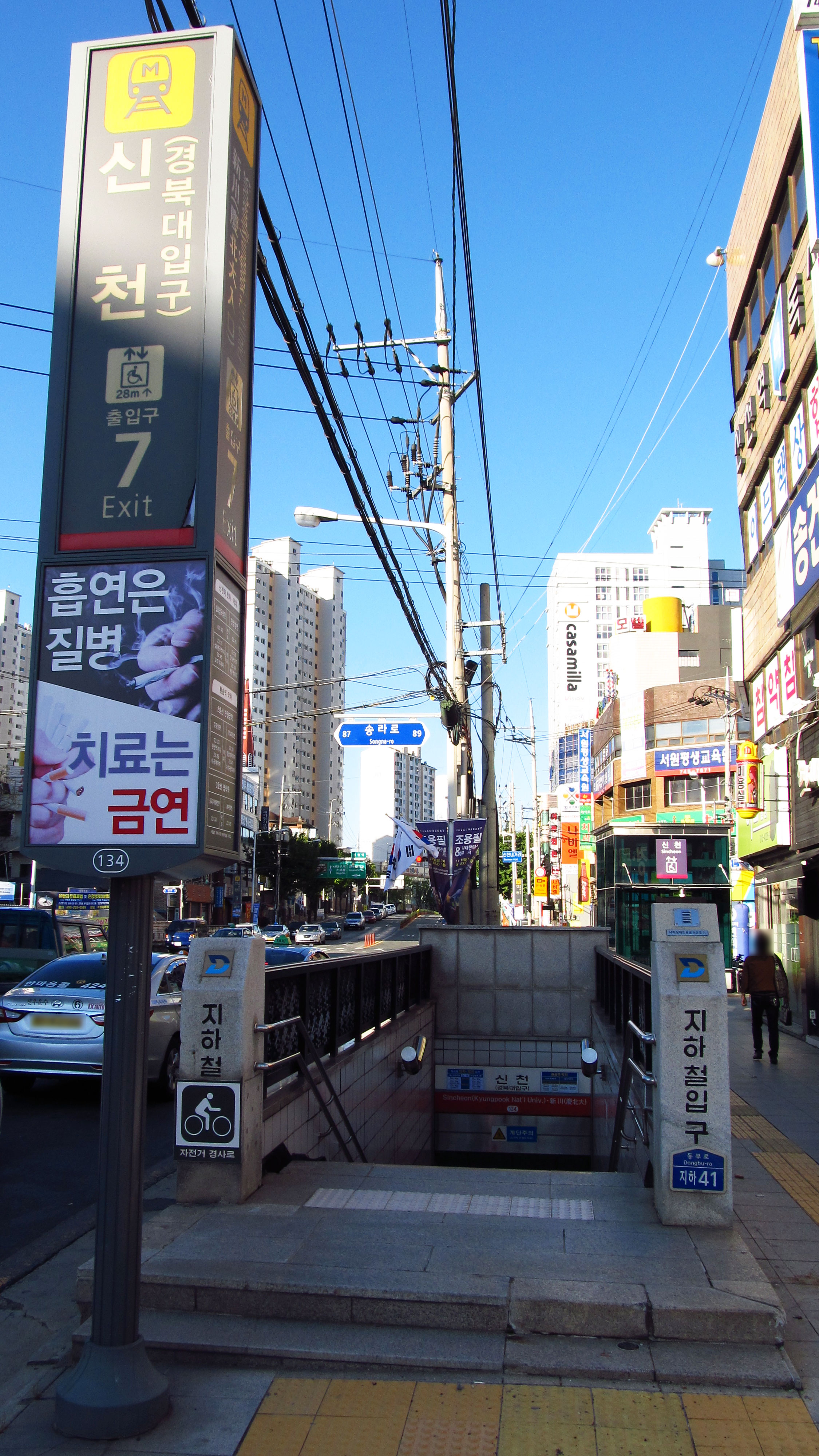
2016년 10월 신천역 7번 출구
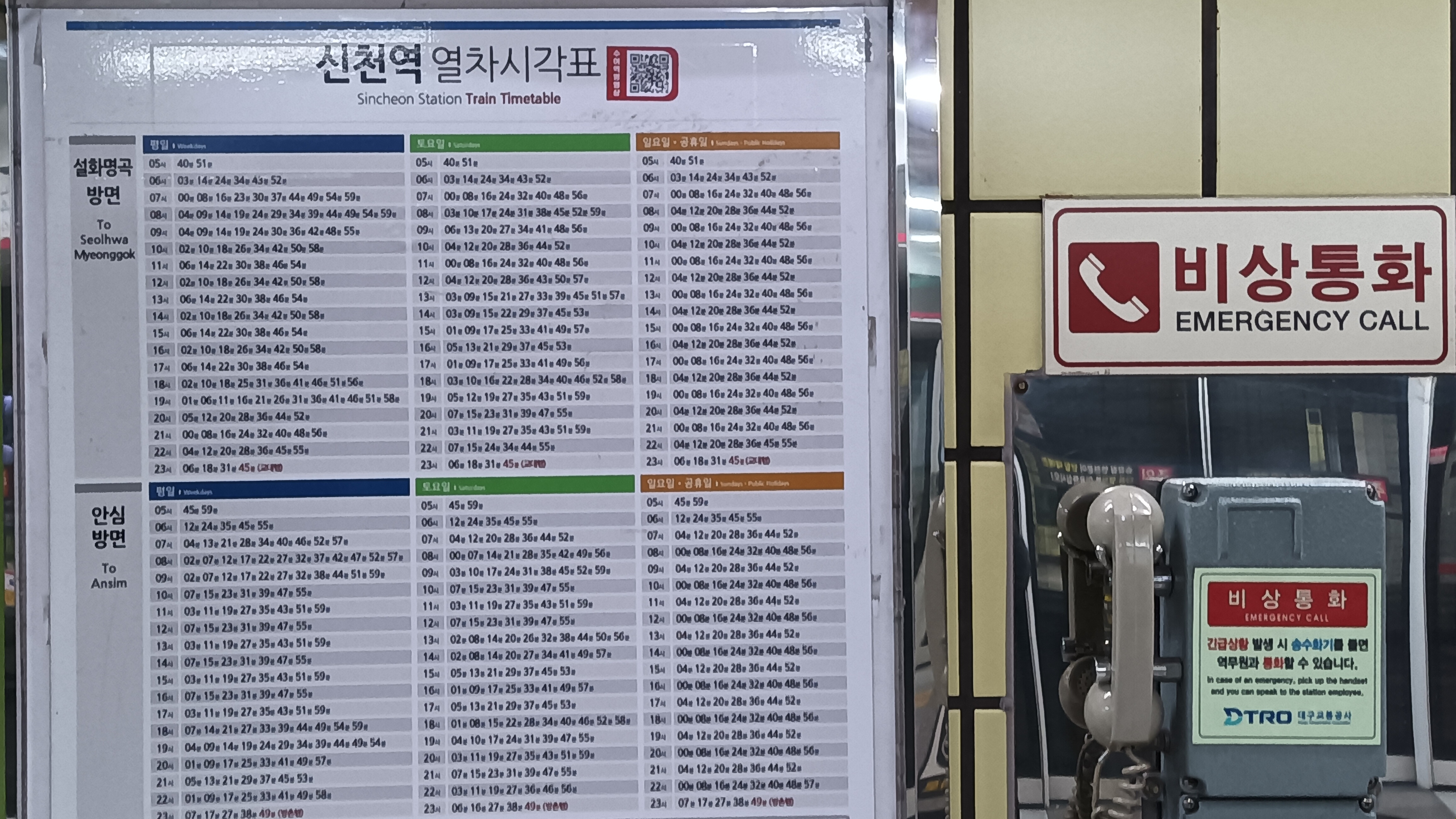
신천역 열차 시각표